# ژیلینا (ناحیه کلادنو)
ژیلینا (به چکی: Žilina) یک منطقهٔ مسکونی در جمهوری چک است که در شهرستان کلادنو واقع شده‌است. ژیلینا ۷٫۸۹ کیلومتر مربع مساحت و ۸۱۷ نفر جمعیت دارد و ۳۹۴ متر بالاتر از سطح دریا واقع شده‌است.